# Joseph Gourmelon
Pour les articles homonymes, voir Gourmelon.
Joseph Gourmelon, né le 27 avril 1938 à Saint-Pierre-Quilbignon et mort le 6 octobre 2019 à Brest, est un homme politique français.
Jo Gourmelon a été député du Finistère de 1981 à 1993, président de la Communauté urbaine de Brest (CUB) de 1977 à 1981 et conseiller général de Brest Bellevue de 1973 à 2008.
Proche des valeurs du Parti socialiste, Mitterrandiste convaincu et fidèle aux idées de Laurent Fabius, l’ancien contrôleur divisionnaire des douanes a enchaîné avec passion les responsabilités politiques entre 1973 et 2008. Conseiller général de Brest-Bellevue de 1973 à 2008, président de la communauté urbaine de Brest de 1977 à 1981 et député du Finistère sans interruption de 1981 à 1993, sa couleur très à gauche au sein du parti socialiste lui a valu des joutes et des désaccords politiques sérieux, dans un territoire à forte tonalité rocardienne.

## Détail des fonctions et des mandats
Mandats parlementaires
- 21 juin 1981 - 1er avril 1986 : député de la 2e circonscription du Finistère
- 16 mars 1986 - 14 mai 1988 : député du Finistère
- 12 juin 1988 - 1er avril 1993 : député de la 2e circonscription du Finistère

Conseiller général
- 1973 - 2008 : conseiller général du canton de Brest-Bellevue (PS, puis apparenté PS).
- 1977 - 1995 : conseiller municipal de Brest
- 1977 - 1981 : président de la communauté urbaine de Brest.